# 模拟人生免费版
《模拟人生免费版》（又称“The Sims™ FreePlay”、“模拟人生FreePlay”或模拟人生畅玩版）是由美国艺电(简称:EA)和后来加入的火猴工作室一同开发的模拟生活游戏，是模拟人生系列在移动设备上的的免费版。2011年12月15日在iOS平台发布，2012年2月15日在Android平台发布，2013年7月31日在BlackBerry 10平台发布，同年12月12日在Windows Phone 8平台发布。本作与以往的模拟人生系列有所不同。

## 游戏内容

### 模擬語
本作也包含了模擬人生系列一直以來的遊戲特色語言：模擬語。

### 時間設定
模擬人生免費版與現實時間同步而且需要消耗現實世界一比一的時間以完成動作（除了蓋房子以外），但也可以通過遊戲中的生活積分來快速完成動作。

### 模拟市民人口上限
拥有34名模拟市民，但如果是VIP玩家可以有更多的模拟市民，且需要连接网络來进行游戏。

### 模擬幣
作為模擬人生中最基礎的貨幣，貨幣圖案類似於美元圖案，這個貨幣不但是模擬市民每天使用最為頻繁的貨幣，還是購買一些虛擬商品的必須貨幣。
玩家可以通過工作，任務和園藝等途徑獲得貨幣，也可觀看遊戲贊助商的廣告活動或去遊戲中的在線商店購買。

### 生活積分
模擬市民免費版中新添加的貨幣之一，圖案是一個黃色的閃閃發光的模擬人生晶椎圖案，該貨幣可以用來迅速完成模擬市民的各項行動，也可以用來購買特殊物品
玩家可以通過完成特殊任務，觀看遊戲贊助商的廣告活動（但獲得機率較低）或去遊戲中的在線商店購買，

### 社交值
模擬人生免費版新添加的貨幣之一，顏色為紫色的模擬人生晶椎圖案，該貨幣是可以購買社區類型的物品與傢具
玩家拜訪好友的城鎮，完成設計任務觀看遊戲贊助商的廣告活動或去遊戲中的在線商店購買

### VIP
在後續版本中，模擬人生免費版的在線商店加入了VIP等級制度
玩家需要通過在在線商店裡購買任意物品，獲得相應的VIP點數，以解鎖VIP玩家的特殊物品。

## 相关事件
2018年6月，EA公司发布声明并表示该游戏因不符合中華人民共和國、沙特阿拉伯、阿联酋等国家的价值观，为遵守规定，游戏决定7月5日在部分国家的应用商店中下架。部分玩家认为游戏下架原因可能是因为本次的更新中对怀孕这一人生过程进行详细描写所致。

## 系统要求
- iOS版本：需要iOS 7.1 或更高系统，与所有的 iPhone、iPad 、iPod Touch 兼容
- Android版本：需要Android 4.1 以上或更高系统

## 平台及版本
- iOS App Store美国区 5.39.1 与Facebook平台连接
- Android Google Play 5.39.1 与Facebook平台链接
- Windows Phone Windows Phone Store1.3.3 与Xbox平台连接